# Villers-au-Bois
Villers-au-Bois és un municipi francès situat al departament del Pas de Calais i a la regió dels Alts de França. L'any 2007 tenia 437 habitants.

## Demografia

### Població
El 2007 la població de fet de Villers-au-Bois era de 437 persones. Hi havia 166 famílies de les quals 36 eren unipersonals (24 homes vivint sols i 12 dones vivint soles), 57 parelles sense fills i 73 parelles amb fills.
La població ha evolucionat segons el següent gràfic:
Habitants censats

### Habitatges
El 2007 hi havia 179 habitatges, 172 eren l'habitatge principal de la família, 5 eren segones residències i 1 estava desocupat. Tots els 178 habitatges eren cases. Dels 172 habitatges principals, 156 estaven ocupats pels seus propietaris, 14 estaven llogats i ocupats pels llogaters i 2 estaven cedits a títol gratuït; 1 tenia dues cambres, 13 en tenien tres, 39 en tenien quatre i 119 en tenien cinc o més. 145 habitatges disposaven pel capbaix d'una plaça de pàrquing. A 55 habitatges hi havia un automòbil i a 97 n'hi havia dos o més.

### Piràmide de població
La piràmide de població per edats i sexe el 2009 era:
| Homes | Edats   | Dones |
| ----- | ------- | ----- |
| 0     | 95 o +  | 0     |
| 0     | 90 a 94 | 8     |
| 0     | 85 a 89 | 8     |
| 0     | 80 a 84 | 0     |
| 4     | 75 a 79 | 12    |
| 12    | 70 a 74 | 4     |
| 8     | 65 a 69 | 8     |
| 12    | 60 a 64 | 4     |
| 4     | 55 a 59 | 8     |
| 16    | 50 a 54 | 20    |
| 12    | 45 a 49 | 12    |
| 24    | 40 a 44 | 16    |
| 16    | 35 a 39 | 12    |
| 8     | 30 a 34 | 8     |
| 16    | 25 a 29 | 0     |
| 4     | 20 a 24 | 8     |
| 8     | 15 a 19 | 12    |
| 16    | 10 a 14 | 16    |
| 4     | 5 a 9   | 16    |
| 0     | 0 a 4   | 4     |

## Economia
El 2007 la població en edat de treballar era de 290 persones, 224 eren actives i 66 eren inactives. De les 224 persones actives 212 estaven ocupades (110 homes i 102 dones) i 12 estaven aturades (8 homes i 4 dones). De les 66 persones inactives 21 estaven jubilades, 22 estaven estudiant i 23 estaven classificades com a «altres inactius».

### Ingressos
El 2009 a Villers-au-Bois hi havia 190 unitats fiscals que integraven 537 persones, la mediana anual d'ingressos fiscals per persona era de 21.030 €.

### Activitats econòmiques
Dels 6 establiments que hi havia el 2007, 1 era d'una empresa de construcció, 1 d'una empresa de comerç i reparació d'automòbils, 1 d'una empresa de serveis i 3 d'entitats de l'administració pública.
L'únic servei als particulars que hi havia el 2009 era un guixaire pintor.
L'any 2000 a Villers-au-Bois hi havia 8 explotacions agrícoles que ocupaven un total de 195 hectàrees.

## Equipaments sanitaris i escolars
El 2009 hi havia una escola elemental integrada dins d'un grup escolar amb les comunes properes formant una escola dispersa.

## Poblacions més properes
El següent diagrama mostra les poblacions més properes.